# Spedizione Terra Nova

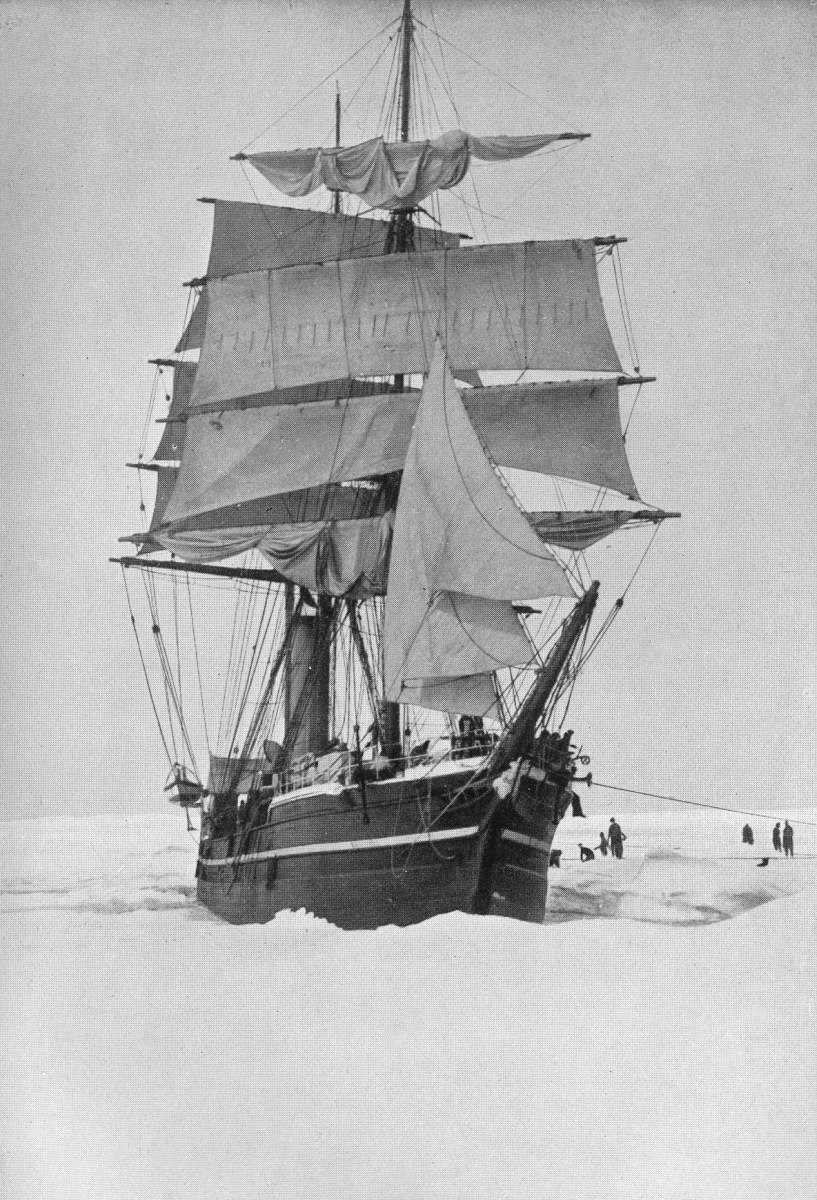
La nave Terra Nova che ha dato il nome alla spedizione.

La spedizione Terra Nova (in inglese Terra Nova Expedition), conosciuta anche come spedizione antartica britannica 1910 (British Antarctic Expedition 1910) è stata una missione esplorativa finanziata dal Regno Unito diretta verso le regioni antartiche. Svoltasi negli anni 1910-1913, la missione era comandata da Robert Falcon Scott a bordo della Terra Nova ed aveva come obiettivo principale «raggiungere il Polo Sud ed assicurare all'Impero britannico l'onore di tale impresa».
La spedizione aveva anche ulteriori finalità di ricerca scientifica e di esplorazione geografica e, anche se si trattava formalmente di un'impresa privata, godeva della benedizione non ufficiale del governo britannico (che contribuì alla metà delle spese), dell'ammiragliato e della Royal Geographical Society.
La missione portò a termine un complesso programma di ricerca scientifica ed esplorò la terra della Regina Vittoria e la regione delle montagne occidentali mentre un tentativo di sbarco nella terra di re Edoardo VII non ebbe successo. Una missione a capo Crozier dell'agosto 1911 fu la prima esplorazione in slitta portata a termine durante l'inverno antartico.
L'avvistamento presso baia delle balene di una spedizione norvegese guidata da Roald Amundsen trasformò la sfida di Scott contro il continente in una gara. Scott guidò personalmente il gruppo diretto al Polo e con cinque uomini raggiunse l'obiettivo il 17 gennaio 1912 per scoprire che Amundsen lo aveva preceduto di un mese. Tutto il resto, compresa la stessa impresa di Amundsen, venne oscurato dalla morte di Scott e dei suoi uomini durante il viaggio di ritorno dal Polo verso il campo base lungo la costa. I loro diari vennero recuperati otto mesi dopo da un gruppo di ricerca che permise al mondo di conoscere la loro storia. Esistono diversi punti di vista sulle cause del disastro e la spedizione Terra Nova dopo un secolo è ancora oggetto di continue controversie che alternativamente dipingono Scott come un coraggioso ed esperto eroe o come vile e disorganizzato.

## Preparativi

### Il contesto
La spedizione Terra Nova è stata l'ultima delle missioni che si sono succedute dal 1840 al 1910 nell'area del mare di Ross, tutte con finalità esplorative, scientifiche o commerciali. Verso la fine del XIX secolo i mari intorno all'Antartide stavano acquistando sempre più importanza a causa dell'espansione della caccia alla balena: privati e governi iniziarono dunque a finanziare diverse esplorazioni, anche con lo scopo di impiantare basi sul continente per la quantificazione delle risorse di balene e foche presenti e per studiare il potenziale minerario della regione.
Con il nuovo secolo l'interesse del pubblico si focalizzò sul raggiungimento del Polo Sud. Il fallito tentativo del 1895 di Fridtjof Nansen di arrivare al Polo Nord seguito dall'apparente successo di Robert Edwin Peary del 1909 lasciarono infatti il Polo Sud come ultima sfida geografica. Il mare di Ross, l'area più a sud raggiungibile via nave dell'Antartide, era la località ideale da dove far partire un'esplorazione terrestre con obiettivo il Polo.
Contrariamente alla tradizione che vedeva gli stati esplorare soltanto le aree dell'Antartide nella cui iniziale scoperta avevano avuto un ruolo, sia la Norvegia che il Regno Unito hanno esplorato il mare di Ross prima della spedizione Terra Nova.
Nel XIX secolo il britannico James Clark Ross guidò una spedizione organizzata dalla Royal Navy. Con le navi Erebus e Terror la Gran Bretagna rispose alle attività del francese Dumont d'Urville ad ovest del continente esplorando una porzione di Antartide a sud della Nuova Zelanda. Vennero scoperti il mare di Ross, la barriera di Ross e l'isola di Ross. Negli anni 1893 - 1895 l'area venne raggiunta da Henryk Bull (norvegese/australiano) che a bordo della nave Antarctic approdò nei pressi di capo Adare.
Nel 1895 il norvegese Carstens Borchgrevink organizzò una spedizione scientifica con finanziamenti britannici e raggiunse con la nave Pollux capo Adare, dove trascorse l'inverno. Venne scoperta la baia delle Balene ed esplorata la parte meridionale del mare di Ross.
La spedizione Discovery del 1901-04 guidata da Scott aveva portato un contributo significativo alla conoscenza scientifica dell'Antartide, ma non era stata un successo per l'esplorazione geografica dato che era riuscita soltanto a stabilire un Furthest South a 82°17'S. La spedizione era, dal punto di vista di Scott, un lavoro non terminato. Tale pensiero si rifletteva anche sulla convinzione dell'esploratore che il canale McMurdo, ed in particolare il "suo" campo base a Hut Point sull'isola di Ross, fosse di sua competenza e che solo lui avesse il diritto di utilizzare. Anche se Scott riprese la sua carriera nella marina militare nel 1906, continuò a nutrire l'ambizione di tornare in Antartide con il preciso obiettivo di essere il primo a raggiungere il Polo Sud.
Un particolare stimolo, che convertì l'ambizione in azione, fu la spedizione Nimrod di Ernest Shackleton del 1907-09. Shackleton tentò di raggiungere il Polo partendo da capo Royds sull'isola di Ross e, passando per il ghiacciaio Beardmore, plateau antartico, ma dovette arrestarsi a 88°23'S a soli 180 chilometri dal Polo Sud Geografico. L'utilizzo di Shackleton dell'isola di Ross e di alcuni materiali lasciati in Antartide da Scott in violazione di un accordo intercorso mise in crisi le relazioni tra i due esploratori ed incrementò la determinazione di Scott a superare le imprese del rivale.
Durante l'organizzazione della spedizione non vi era motivo per Scott di immaginare che il viaggio verso il Polo si sarebbe trasformato in gara. Douglas Mawson, già in Antartide, era impegnato con la spedizione Aurora nell'area della baia del Commonwealth, troppo lontano dal Polo per tentare l'impresa, mentre il norvegese Roald Amundsen, un altro potenziale rivale, aveva dichiarato di star organizzando una spedizione verso l'Artide.

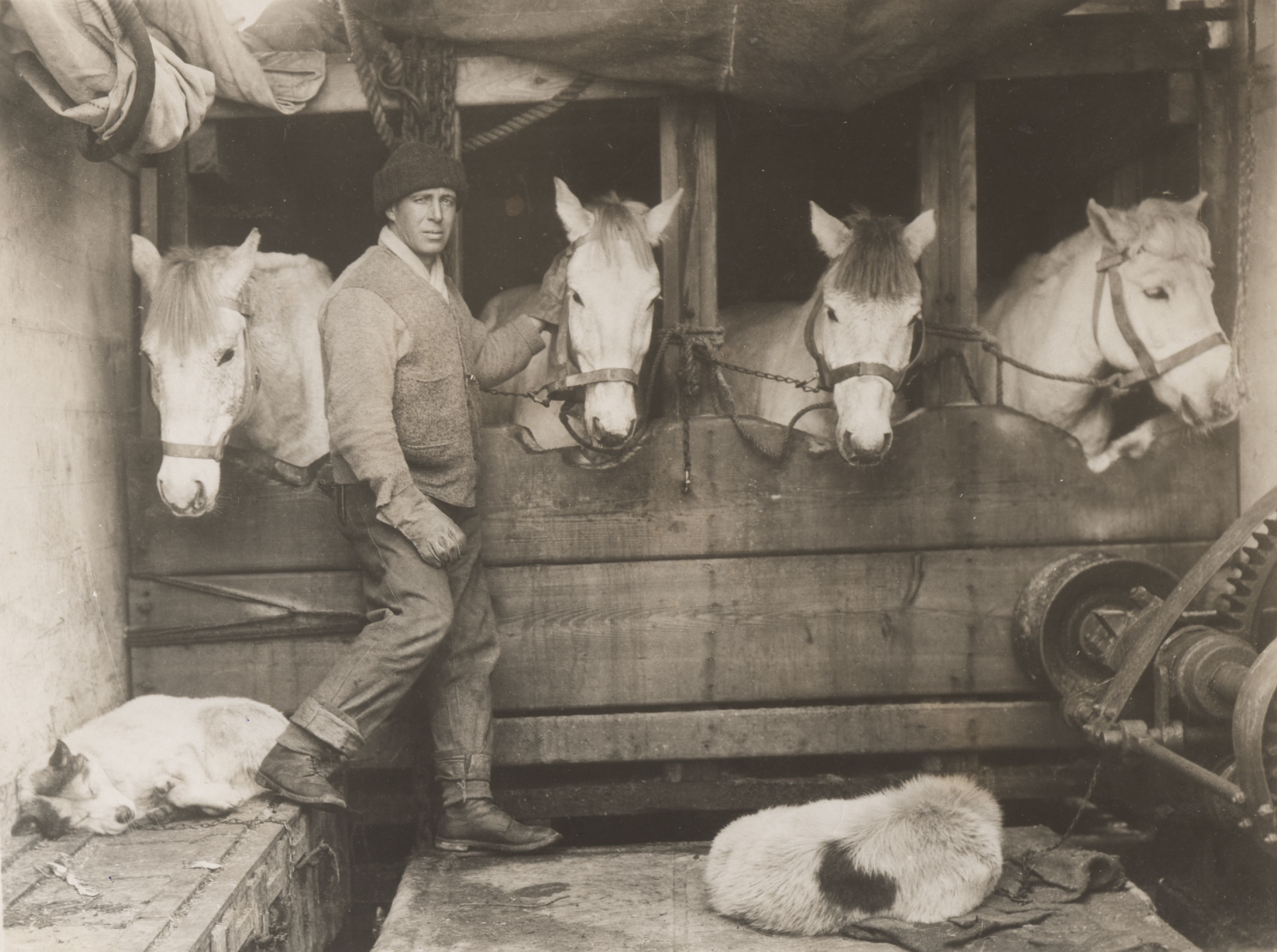
Lawrence Oates a bordo della Terra Nova mentre si prende cura dei pony.

### L'equipaggio
Scott poté scegliere i 65 uomini che composero l'equipaggio della spedizione tra oltre 8.000 candidati. Dei selezionati, cinque erano veterani della spedizione Discovery e cinque avevano partecipato alla spedizione Nimrod di Shackleton. Il tenente Edward Evans, che era stato ufficiale di rotta della Morning durante le operazioni di soccorso alla Discovery del 1904, abbandonò l'idea di organizzare una spedizione autonoma e trasferì i fondi raccolti a Scott in cambio del posto di suo vice.
L'Ammiragliato fornì alla spedizione diversi uomini che erano in servizio presso la Royal Navy. Oltre che allo stesso Scott, venne la possibilità di partecipare all'impresa anche a Edward Evans ed al tenente Harry Pennell, e ai medici della marina George Murray Levick ed Edward Atkinson. L'ex ufficiale della Royal Navy Victor Campbell, conosciuto come "The Wicked Mate" (il cattivo soggetto), uno dei pochi componenti della spedizione a saper sciare, si unì alla missione nella speranza di poter guidare il Northern Party. Grazie all'appoggio dell'Ammiragliato, praticamente tutto l'equipaggio della nave Terra Nova era composto da uomini della marina, inclusi i veterani di spedizioni antartiche Edgar Evans, Tom Crean e William Lashly. Due degli ufficiali non erano di marina: Henry Robertson Bowers, tenente dei Royal Indian Marine, e Lawrence Oates capitano dei Royal Inniskilling Dragoon Guards dell'esercito.
Scott aveva programmato di trasportare uomini e materiali attraverso una combinazione di mezzi: su consiglio di Fridtjof Nansen, Scott ingaggiò un giovane norvegese esperto di sci, Tryggve Gran. Cecil Meares doveva invece occuparsi dei cani, mentre per le motoslitte venne chiamato Bernard Day, già specialista di motori della spedizione di Shackleton. Oates si sarebbe dovuto occupare di cavalli, ma non potendo unirsi alla spedizione sino al maggio 1910, Meares ricevette da Scott l'incarico di acquistare diversi pony della Mongolia con il risultato che essi erano deboli e di scarsa qualità.
Per portare a termine il programma di ricerche scientifiche, Scott scelse buona parte del personale che lo aveva accompagnato sulla Discovery. Il responsabile scientifico era Edward Wilson, l'amico più stretto di Scott tra i membri della spedizione, che aveva dato prova di sé a bordo della Discovery non solo come zoologo, ma anche come un eccellente illustratore dotato di grandi doti fisiche e resistenza. Il team scientifico incluse diversi ricercatori che successivamente avrebbero avuto una brillante carriera: il meteorologo George Simpson, il fisico canadese Charles Wright, il geologo Frank Debenham e Raymond Priestley. Il gruppo è completato dal capo-geologo Griffith Taylor, dal biologo Edward Nelson e dallo zoologo Apsley Cherry-Garrard, che si distinse come esploratore e sensibile cronista. Le fotografie vennero affidate a Herbert Ponting.

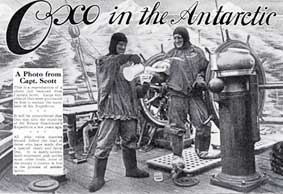
Una pubblicità della Oxo, sponsor della missione.

### I finanziamenti
A differenza della spedizione Discovery supportata congiuntamente dalla Royal Society e dalla Royal Geographical Society, la spedizione Terra Nova fu una missione formalmente privata. La metà dei costi, stimati in 40 000 sterline, fu comunque coperta dal governo britannico, mentre la restante parte fu raccolta grazie a sottoscrizioni pubbliche o debiti. Diverse aziende fornirono inoltre gratuitamente materiali ed equipaggiamenti. La raccolta dei fondi venne portata a termine principalmente da Scott ed impegnò una parte considerevole del suo tempo e delle sue energie, sottratte inevitabilmente alla preparazione tecnica e logistica della missione, tanto più che le sottoscrizioni continuarono anche a missione già iniziata, quando la Terra Nova fece tappa in Sudafrica, Australia e Nuova Zelanda.
La maggiore spesa singola fu l'acquisto della nave Terra Nova per un ammontare di 12 500 sterline, cui si aggiunsero le spese per le necessarie riparazioni e adattamenti. Scott volle far navigare la nave sotto la White Ensign ed acquistò per 100 sterline l'appartenenza al Royal Yacht Squadron. La Terra Nova venne comunque esentata dal seguire la rigida regolamentazione del Board of Trade, dato che per le modifiche apportate non avrebbe potuto prendere il largo.

### Il piano
Il piano della spedizione Terra Nova si sviluppa su tre estati antartiche.
- Prima stagione: 1910–11. Il gruppo stabilirà una base sulla costa dell'isola di Ross da utilizzare sia come rifugio che come laboratorio scientifico. Inizio delle missioni esplorative e di ricerca. Un ulteriore gruppo di ricerca sbarcherà nella terra di re Edward VII e/o nella terra della Regina Vittoria, mentre un team di geologi si dirigerà verso le Western Mountains. In ogni caso, la maggior parte dell'equipaggio si concentrerà sulla costruzione di depositi di provviste lungo la barriera di Ross[17] ad uso della spedizione verso il Polo Sud della stagione successiva.
- Seconda stagione: 1911–12. L'attività principale di questa stagione è la spedizione verso il Polo Sud che impiega le risorse di tutto il personale disponibile (anche se non tutti prenderanno personalmente parte al viaggio). La missione seguirà il percorso di Shackleton del 1908 lungo la barriera di Ross per poi salire il ghiacciaio Beardmore sino a raggiungere il plateau antartico e da lì il Polo. Le attività scientifiche e geologiche si concentreranno nei pressi della base e lungo il percorso della spedizione.
- Terza stagione: 1912–13. Questa stagione opzionale sarà eventualmente impiegata per terminare i programmi scientifici prefissati. In caso di fallimento della prima spedizione verso il Polo, Scott valuterà se fare un secondo tentativo.

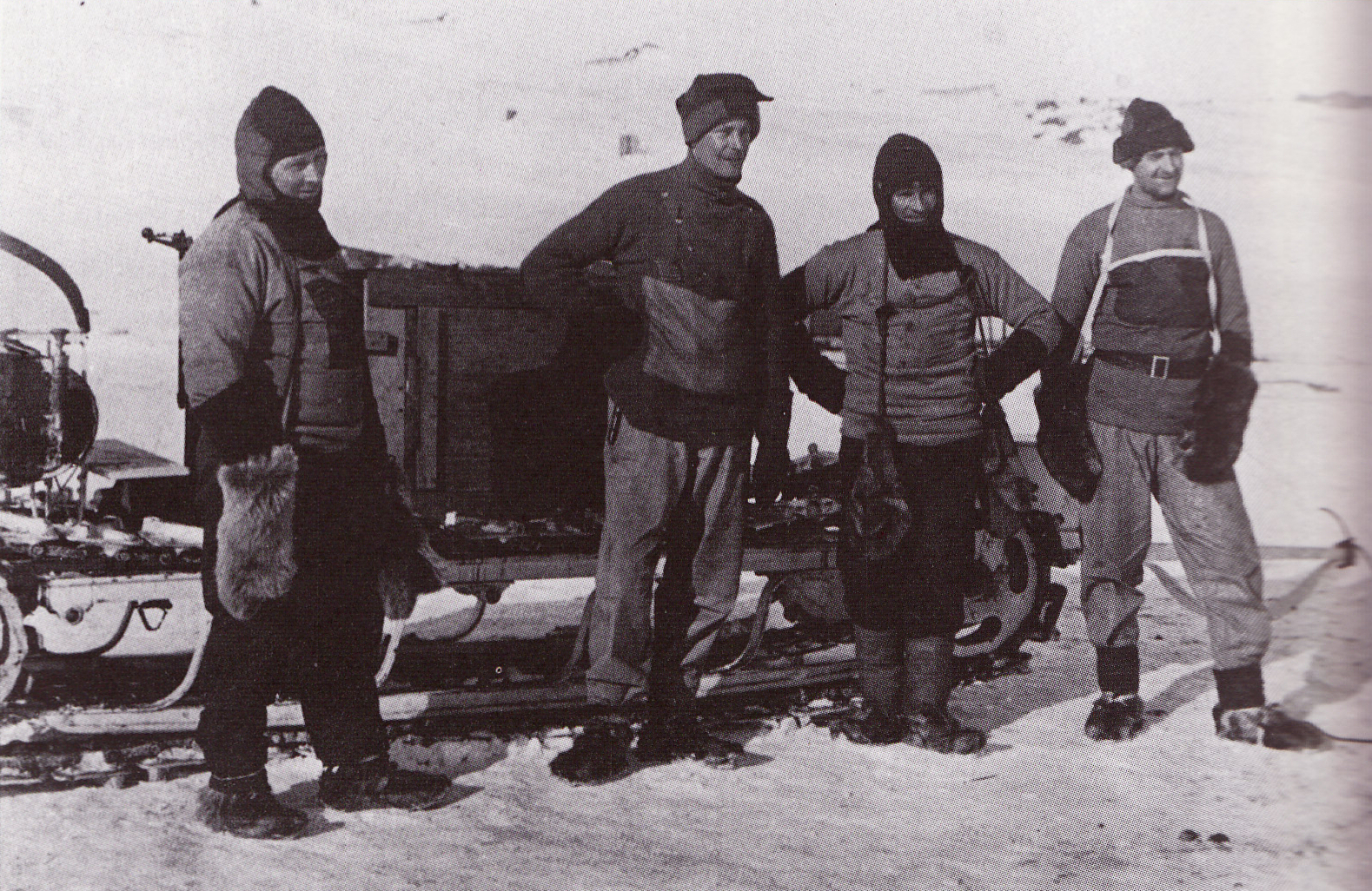
Una delle motoslitte utilizzate da Scott in Antartide.

Non è previsto che la Terra Nova passi l'inverno in Antartide. Dopo aver scaricato la maggior parte uomini, delle provviste e degli equipaggiamenti sull'isola di Ross e sbarcato gli altri due gruppi in altre località dovrà far rotta verso la Nuova Zelanda per far poi ritorno nel gennaio-febbraio 1912 con provviste fresche e nuovo personale. Un ultimo viaggio è programmato per il gennaio 1913 per riportare tutti gli uomini a casa.
Punto critico per il successo della missione è il funzionamento delle diverse strategie di trasporto considerate da Scott. I pony e le motoslitte sono già stati utilizzati in Antartide da Shackleton durante la sua spedizione del 1907–09. Scott, pur convinto che i pony abbiano dato una eccellente prova in Antartide ed impressionato dalle potenzialità dei motori, riserva l'utilizzo di questi due metodi soltanto per spostamenti lungo la barriera, per risparmiare le energie degli uomini che dovranno trainare slitte lungo i ghiacciai ed il plateau antartico. Durante la spedizione le slitte a motore saranno utilizzabili solo per un breve periodo prima di guastarsi mentre i pony si riveleranno inadeguati sin dai primi giorni di utilizzo, sia a causa dell'assenza di calzature da neve adatte, sia per la loro età e le scarse condizioni fisiche.
Anche se le esperienze maturate durante la spedizione Discovery avevano fatto dubitare Scott dell'affidabilità dei cani da slitta, la nuova missione fa riconoscere all'esploratore che gli animali, in mani esperte, possono essere molto efficaci e mano mano che passa il tempo ne è sempre più impressionato.

## Prima stagione: 1910-1911

### Il viaggio
La Terra Nova salpa da Cardiff (Galles) il 15 luglio 1910. Scott si unisce all'equipaggio in Sudafrica per poi procedere verso Melbourne in Australia dove continua la raccolta di finanziamenti. A Melbourne Scott trova un telegramma di Roald Amundsen, in cui il norvegese gli comunica che sta "procedendo verso sud". 
Come detto, Scott pensava che Amundsen stesse preparando una spedizione verso l'Artide; il messaggio proietta dunque Scott in una gara. Scott reagisce alla notizia con flemma, non fa cenno alla novità nel giornale di bordo e continua la raccolta di fondi in Australia.

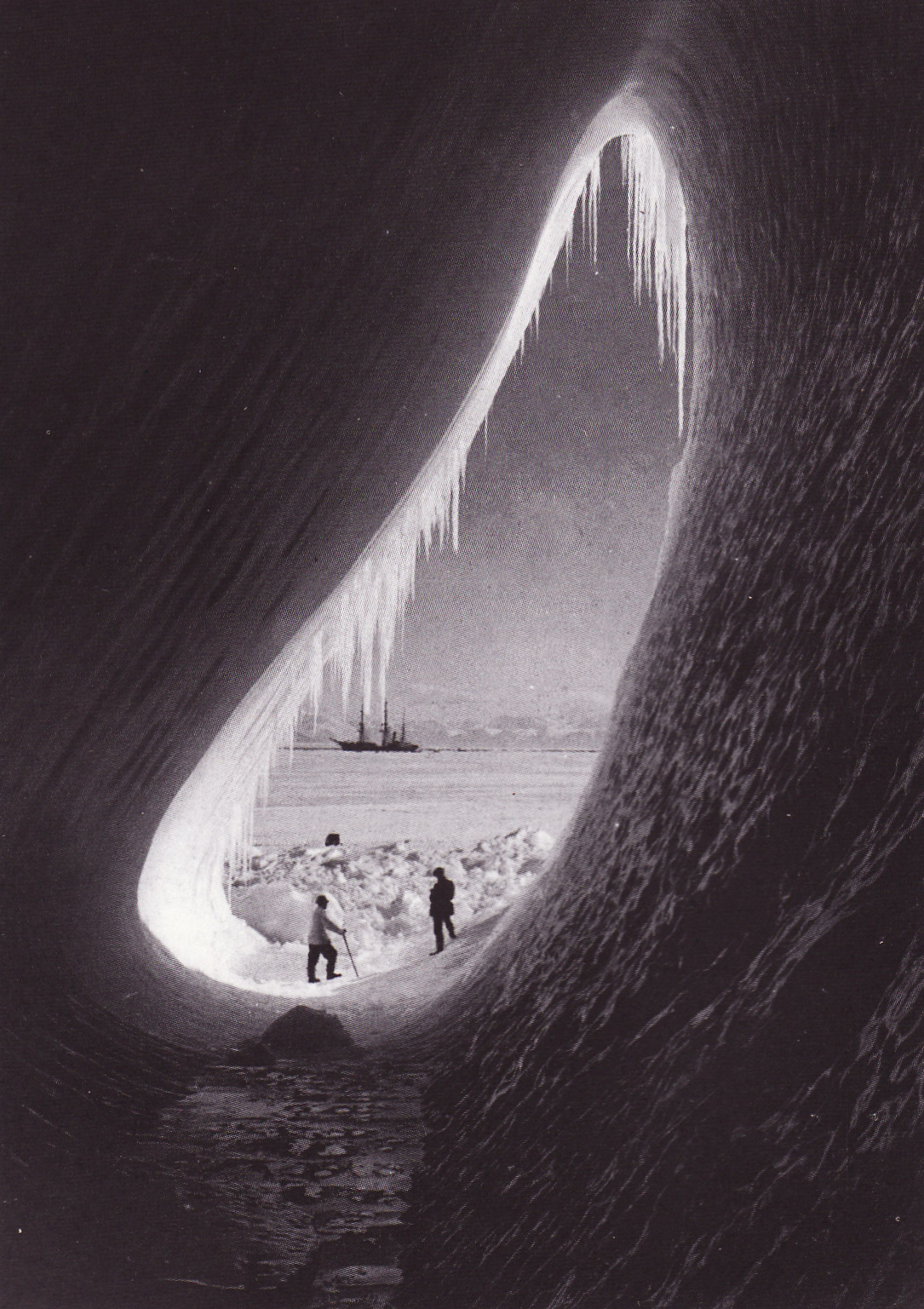
Taylor e Wright all'ingresso di una grotta di ghiaccio vicino a Capo Evans. La nave Terra Nova è ancorata sullo sfondo.

Il 28 ottobre la Terra Nova arriva in Nuova Zelanda. La nave carica nuove provviste ed equipaggiamenti, inclusi 34 cani da slitta, 19 pony della Manciuria e tre motoslitte e lascia la baia di Lyttelton il 26 novembre 1910.
Nei primi giorni di dicembre una violenta tempesta rischia di far terminare la spedizione anzitempo: nelle fasi più drammatiche, mentre la nave imbarca acqua, un guasto della pompa di sentina costringe gli uomini ad intervenire con dei secchi. Il veliero riesce a sopravvivere, ma la spedizione deve sopportare la perdita di due pony, un cane, 10 tonnellate di carbone e 65 galloni di carburante. Il 10 dicembre la Terra Nova raggiunge il pack antartico e ne rimane imprigionata per 20 giorni prima di riuscire a liberarsi e proseguire verso sud. Questo arresto non previsto implica un arrivo sull'isola di Ross in ritardo rispetto ai piani, con conseguenze potenzialmente deleterie per l'esito dell'intera spedizione.

### Il campo base

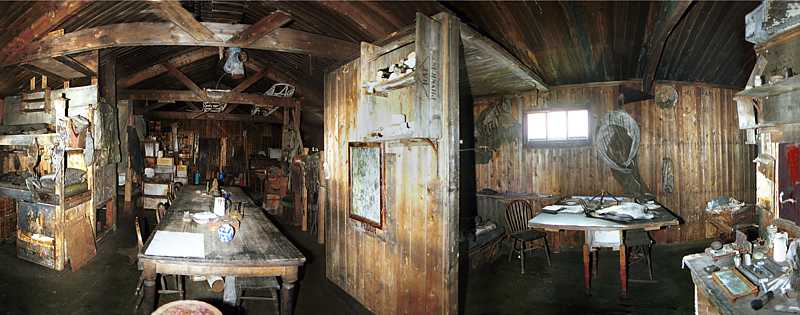
Interno del campo base di capo Evans.

La Terra Nova avvista l'isola di Ross il 4 gennaio 1911. Dopo un'esplorazione infruttuosa di capo Crozier sul lato orientale, la nave fa rotta per il canale McMurdo sul lato occidentale che aveva ospitato gli accampamenti delle spedizioni Discovery e Nimrod. Lo sbarco viene effettuato a capo Evans a circa 20 chilometri a nord di Hut Point, la base installata nel 1902 dallo stesso Scott durante la spedizione Discovery. Con questa scelta, Scott sperava che capo Evans potesse essere raggiunto via mare per un maggior periodo di tempo, memore di come nel 1901 il ghiaccio bloccò l'intera superficie marina impedendo alla Discovery di muoversi. In aggiunta ai membri della spedizione, vengono sbarcati anche 17 pony, 32 cani, 3 motoslitte, 30 tonnellate di provviste ed un prefabbricato delle dimensioni di 15.5 per 7.75 metri, che viene reso abitabile il 17 gennaio. Il rifugio, conosciuto anche come Scott's Hut, si trova ancora oggi a capo Evans.

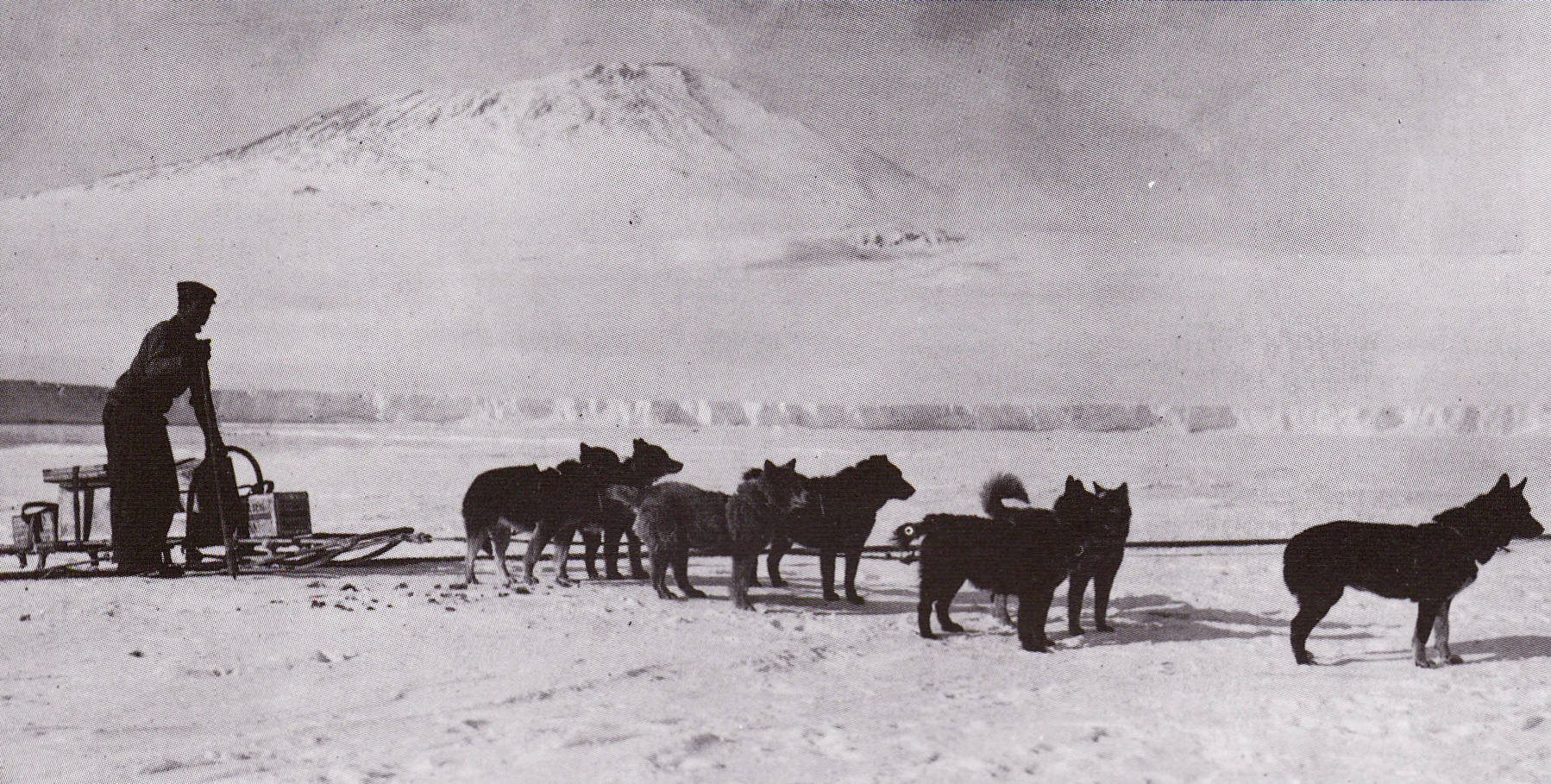
Cani da slitta in Antartide.

### La costruzione dei depositi
L'obiettivo principale della prima stagione in Antartide era la costruzione di diversi depositi di rifornimento lungo la barriera di Ross ad uso della spedizione diretta al Polo Sud programmata per la primavera successiva. Il primo deposito previsto ad una distanza relativamente breve da Hut Point venne chiamato Safety Camp mentre l'ultimo, il più grande e posizionato a 80° S doveva essere battezzato One Ton Depot.
Il 24 gennaio 1911 un gruppo di tredici uomini con 2 slitte trainate dai cani e 8 slitte trainate dai pony si allontana da capo Evans. A causa del ritardo accumulato nella navigazione sino in Antartide, la spedizione affretta la partenza, nel timore che un'improvvisa rottura del ghiaccio renda più difficoltoso il raggiungimento di Hut Point, sul lato sudoccidentale dell'isola di Ross. Un blizzard ferma il gruppo per diversi giorni nel rifugio di Corner Camp a 60 chilometri da Hut Point. Scott decide di mandare indietro i tre pony più deboli e di proseguire con i cinque equini ed i cani rimastigli. Man mano che si avvicinano alla latitudine prevista per l'ultimo rifugio, Scott inizia a preoccuparsi della salute dei pony, che appaiono sempre più affaticati, ed inizia a temere che non sopravviveranno se la spedizione non tornerà immediatamente indietro. Gli animali erano stati infatti costretti a carichi di oltre 900 chilogrammi, con difficili condizioni meteo aggravate dalla neve soffice e dalla stanchezza derivante dalle cinque settimane passate nella stiva della nave. Alle basse temperature e scarse razioni si era aggiunto il fatto che essi non indossavano le speciali calzature che Scott aveva preparato per loro: la fretta della partenza a causa della paura di una rottura del ghiaccio non aveva infatti dato il tempo agli animali di effettuare il necessario addestramento e Scott aveva deciso di lasciarle al campo base senza portarle con sé. Quando fu chiaro che esse sarebbero state necessarie, con o senza addestramento, il ghiaccio si era già spezzato, impedendo al gruppo di tornare indietro sino a capo Evans. Contro l'avviso di Oates che consigliava di proseguire e nutrirsi della carne degli animali quando questi fossero crollati, il 13 febbraio Scott fa costruire One Ton Depot a 79° 29' S, a oltre 50 chilometri dalla posizione programmata di 80°S.

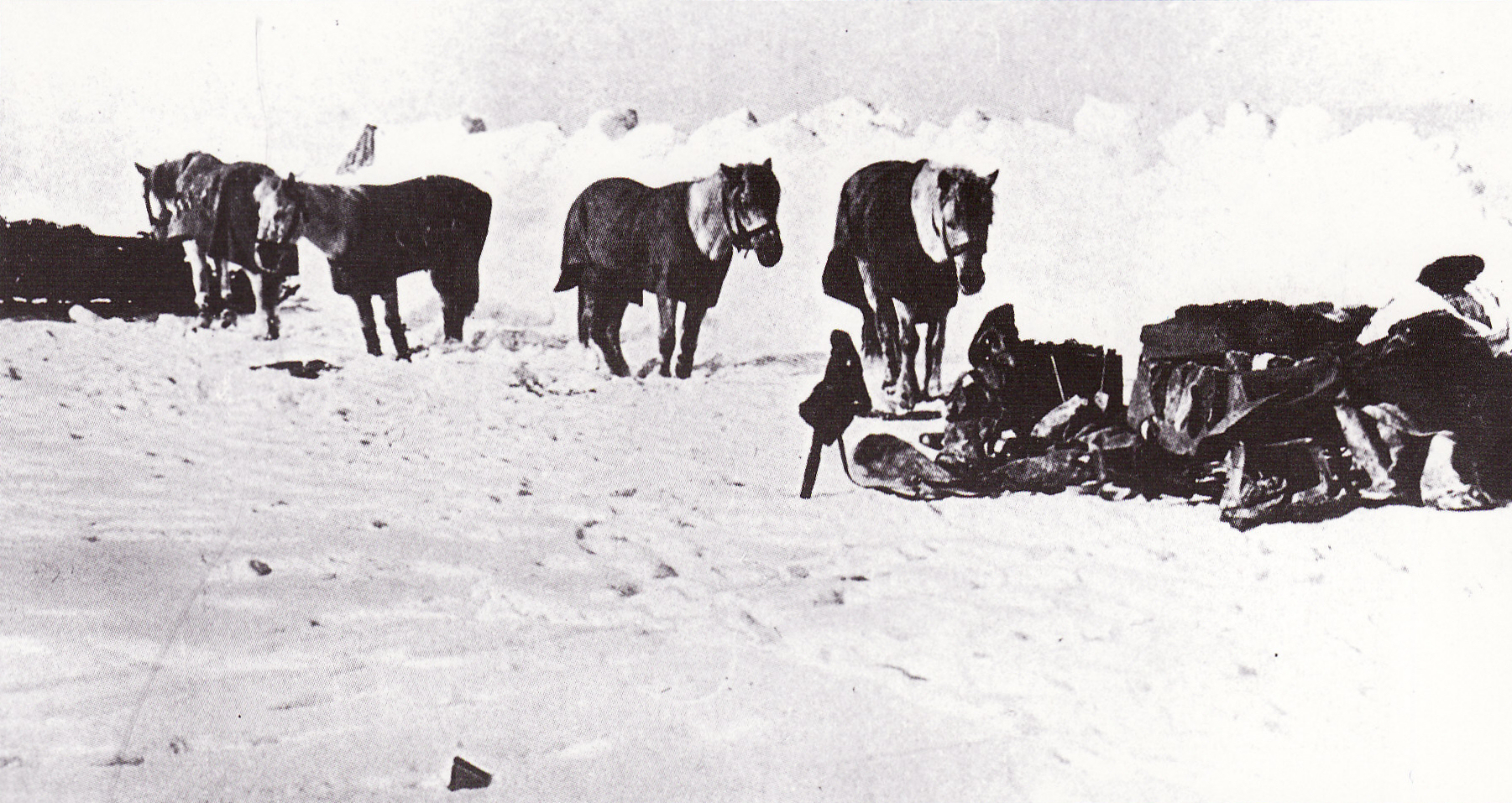
Pony della Manciuria in Antartide.

Scott raggiunge Safety Camp con i cani ed attende l'arrivo degli altri uomini con i pony, più lenti. Quando questi arrivano, uno degli animali è in cattive condizioni fisiche e muore poco dopo. Ma il peggio deve ancora venire: durante la traversata dell'oceano ghiacciato nei pressi di Hut Point, la banchisa si spezza e nonostante i tentativi di salvataggio periscono altri tre pony. Degli otto pony che hanno lasciato capo Evans, soltanto due vi fanno ritorno.
Il fallimento di questa prima missione di installazione dei depositi può essere visto come primo anello di una lunga catena di eventi che portò l'anno successivo alla morte del gruppo del Polo Sud.

### L'inverno 1911
Il gruppo incaricato di costruire i depositi fa ritorno al campo base entro metà aprile 1911. Dopo la partenza della spedizione geologica per le Western Mountains e del Northern Party guidato da Campbell per la terra della Regina Vittoria, 27 uomini si preparano a passare il lungo inverno antartico nel rifugio a capo Evans. Tra le principali attività svolte vi è la continuazione del programma scientifico, la manutenzione dell'equipaggiamento, la preparazione delle razioni, la redazione del South Polar Times ed una spedizione invernale a capo Crozier.

## Seconda stagione: 1911-1912

### Northern Party
Secondo i piani di Scott, un gruppo di uomini denominato Northern Party (in italiano gruppo settentrionale) avrebbe dovuto trascorrere l'estate 1911-1912 sulla costa della terra di re Edoardo VII nell'area est della Barriera al fine di effettuare rilevazioni scientifiche ed esplorare la zona circostante. Nel caso che l'area fosse stata irraggiungibile a causa del pack, il gruppo si sarebbe potuto dirigere verso la terra della Regina Vittoria più a nord. Alla spedizione prendono parte Victor Campbell (che ne è anche al comando), Priestley, Levick, Dickason, Abbot e Browning.
Il 26 gennaio 1911 il gruppo salpa con la Terra Nova da capo Evans. Dopo un'infruttuosa ricerca di un approdo nella terra di re Edward VII, Campbell decide di far rotta per la terra della regina Vittoria. Durante la navigazione verso ovest avvista il campo base della spedizione di Amundsen a baia delle Balene. Amundsen si dimostra molto ospitale: invita Campbell ad accamparsi nell'area e gli offre il suo aiuto con i cani. Campbell preferisce però rifiutare per fare rapidamente ritorno a capo Evans per riferire a Scott dell'incontro, per poi dirigersi verso nord sino alla baia Robertson nei pressi di capo Adare, già base dell'esploratore norvegese Carstens Borchgrevink nel 1899-1900, dove installa un rifugio per trascorrervi l'inverno.

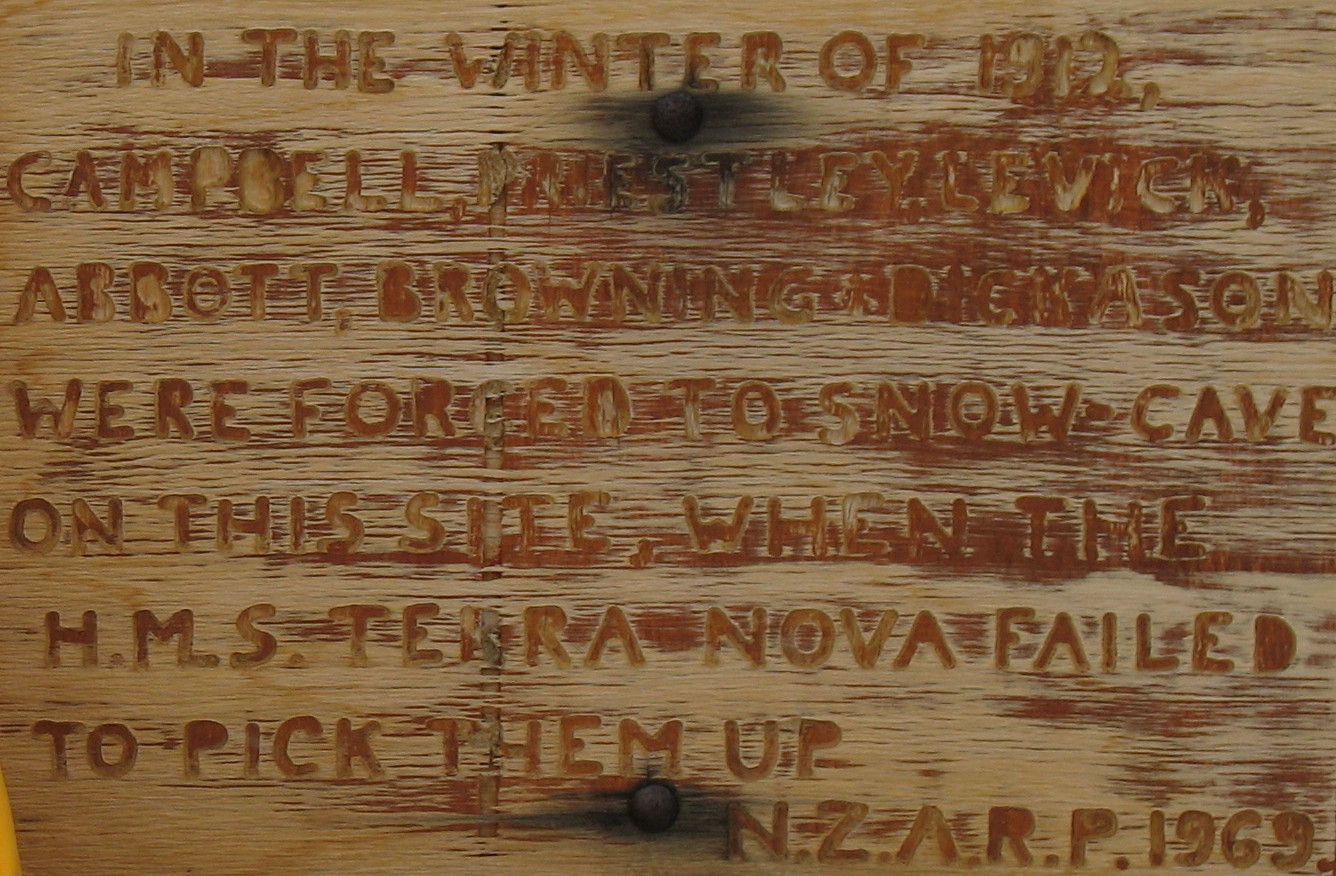
Targa che ricorda il luogo dove Victor Campbell ed i suoi uomini costruirono il rifugio ad isola Inexpressible.

Il Northern Party passa l'inverno 1911 a capo Adare, ma non riesce ad effettuare le esplorazioni in slitta previste per l'estate 1911-1912. La precoce rottura del ghiaccio, infatti, rende impossibile agli uomini di Campbell di raggiungere il plateau antartico, dato che questi non riescono a superare le montagne che circondano il sito scelto per il capo base. La Terra Nova torna dalla Nuova Zelanda (dove ha imbarcato ulteriori rifornimenti) il 4 gennaio 1912 e Campbell decide di spostarsi a Evans Cove, a circa 400 chilometri a sud di Capo Adare e 320 chilometri a nord di capo Evans. Il gruppo sbarca l'8 gennaio con l'intenzione di venir recuperato il 18 febbraio, quando avrà terminato alcune esplorazioni in slitta e ricerche geologiche. A causa della spessa banchisa, la Terra Nova non riesce a raggiungere Evans Cove e gli uomini di Campbell (con provviste per sole 4 settimane) sono costretti a passare l'inverno in un rifugio improvvisato che chiamano isola Inexpressible.
Durante l'inverno 1912 il gruppo di Campbell viene sottoposto a forti privazioni: diversi uomini soffrono congelamenti. Fame e dissenteria rendono ancora più difficile sopportare i forti venti che spirano sull'isola. Cucinare e riscaldarsi tutto l'inverno con il grasso di balena rende la pelle ed i vestiti degli uomini nonché l'attrezzatura coperta di fuliggine che viene anche inspirata e provoca gravi infiammazioni alla gola ed agli occhi.
Nell'aprile 1912, quando il gruppo polare di Scott risulta essere disperso (e presumibilmente morto), Atkinson prende il comando della spedizione a capo Evans. Con risorse limitate, tenta di prestare soccorso sia al Northern Party che di recuperare i corpi ed i diari del gruppo di Scott. Atkinson decide di mandare quattro uomini lungo la costa della Regina Vittoria per incontrare il gruppo di Campbell e tornare insieme in slitta ad Hut Point. Questo tentativo di salvataggio non ha però successo a causa della avverse condizioni meteorologiche.
Gli uomini di Campbell iniziano così da soli il tragitto per Hut Point il 30 settembre 1912, percorrendo oltre 300 chilometri lungo la costa, compreso il difficile passaggio della lingua glaciale Drygalski, e con Frank Browning gravemente ammalato e Harry Dickason praticamente paralizzato dalla dissenteria riescono a raggiungere Hut Point il 7 novembre 1912. I campioni geologici e biologici raccolti dal Northern Party lasciati a capo Adare ed Evans Coves furono successivamente recuperati dalla Terra Nova nel gennaio 1913.

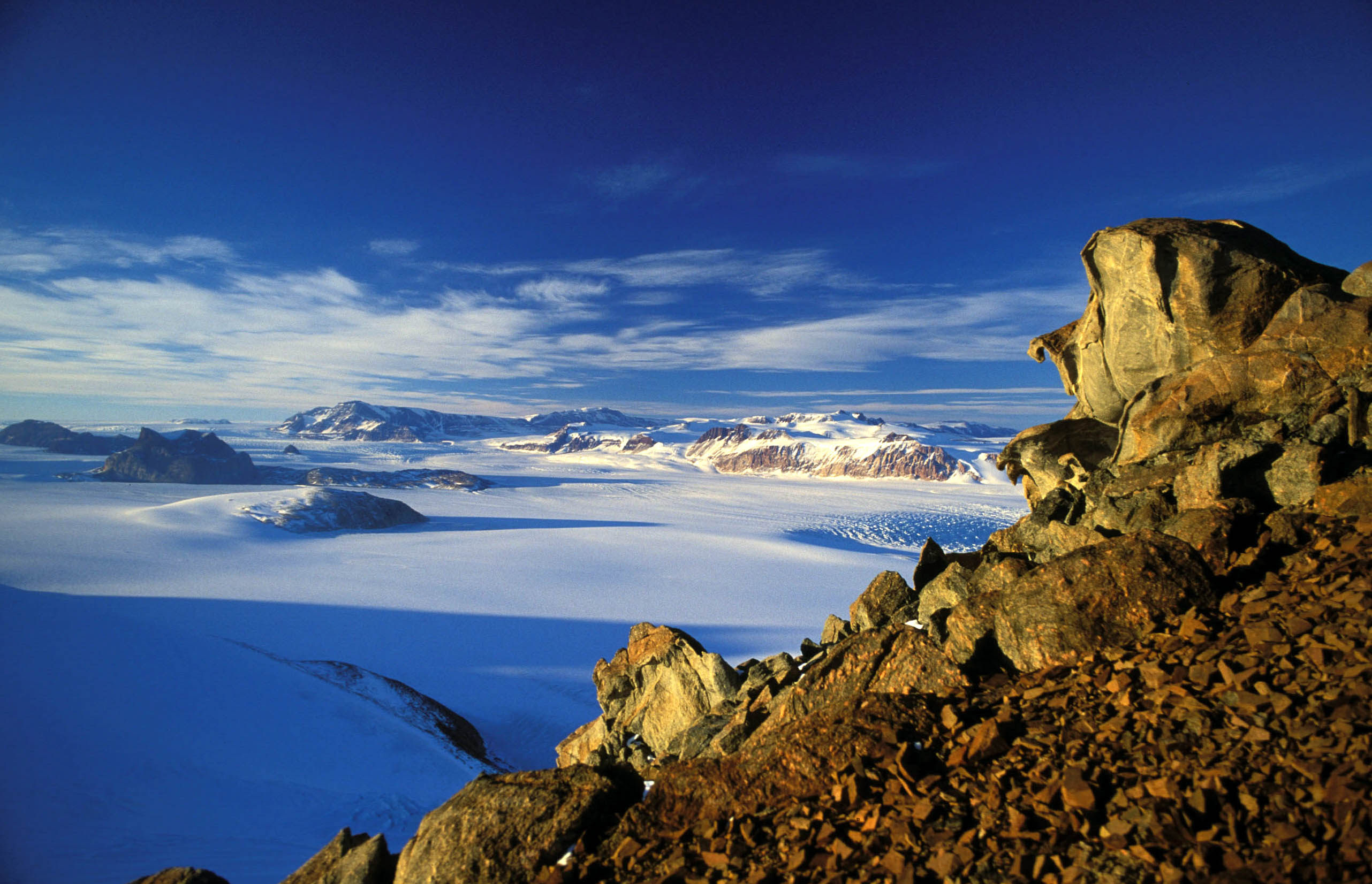
Una moderna immagine delle Western Mountains nei pressi di capo Roberts.

### Western Mountains

#### Prima spedizione geologica, gennaio – marzo 1911
Il 26 gennaio 1911 Griffith Taylor al comando di Debenham, Wright ed Evans sbarca dalla Terra Nova nei pressi di Butter Point con l'obiettivo di effettuare ricerche geologiche lungo la costa occidentale del canale McMurdo tra le valli secche di McMurdo ed il ghiacciaio di Koettlitz. Il 30 gennaio il gruppo costruisce il suo deposito principale nella regione del ghiacciaio Ferrar da dove conduce spedizioni sino alle valli secche di McMurdo ed il ghiacciaio Taylor prima di muoversi più a sud verso il ghiacciaio Koettlitz. Dopo ulteriori studi nell'area, il 2 marzo Taylor decide di tornare a Hut Point che viene raggiunto il 14 marzo.

#### Seconda spedizione geologica, novembre 1911 – febbraio 1912
La spedizione, che si configura come una continuazione della missione precedente, viene ancora affidata al comando di Taylor che ha questa volta come compagni Debenham, Gran e Forde. Il gruppo parte a piedi il 14 novembre 1911 con obiettivo Granite Harbour (circa 80 chilometri nord di Butter Point) che viene raggiunto il 26 novembre dopo un difficile percorso sulla banchisa. La spedizione costruisce un rifugio in pietra in un luogo che battezza Geology Point per esplorare e studiare il ghiacciaio Mackay durante le settimane successive. Il gruppo avrebbe dovuto essere recuperato dalla Terra Nova il 15 gennaio 1912, ma la nave non riesce a raggiungere il luogo prestabilito. Taylor decide di attendere sino al 5 febbraio prima di spostarsi con gli uomini a piedi verso sud dove incontra il veliero il 18 febbraio.
I campioni geologici di entrambe le spedizioni nelle Western Mountains sono recuperati dalla Terra Nova nel gennaio 1913.

#### Ulteriori ricerche geologiche
Altri studi geologici furono effettuati dal Northern Party, dalla spedizione al Polo Sud (durante il passaggio del ghiacciaio Beardmore) e da alcuni uomini che scalarono il monte Erebus sull'isola di Ross nelle ultime settimane della spedizione nel dicembre 1912.

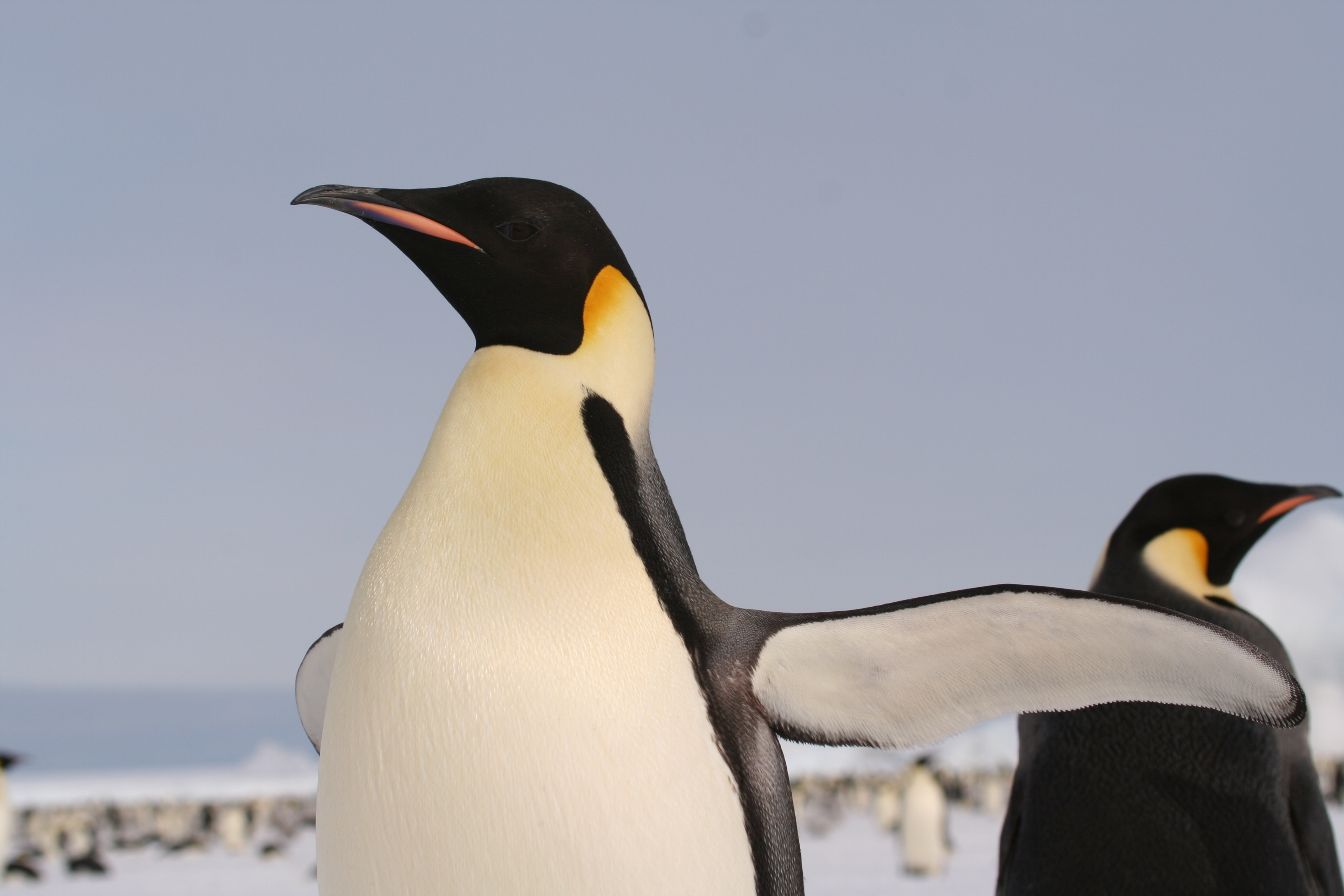
Alcuni pinguini imperatore.

### Capo Crozier
Il 22 giugno 1911 un gruppo di tre uomini, Edward Adrian Wilson, Henry Robertson Bowers e Apsley Cherry-Garrard, lascia Hut Point con un carico di 115 chilogrammi ciascuno per studiare l'embriologia della colonia di pinguini imperatore di capo Crozier nell'ambito di un esperimento proposto 15 mesi prima dallo stesso Wilson. Dato che le cronache delle precedenti spedizioni antartiche riferiscono del ritrovamento di alcuni pulcini durante il mese di settembre, Wilson ipotizza che le uova vengano deposte in luglio (nel mezzo dell'inverno australe) e decide di avventurarsi nell'area per ottenere campioni di uova per successive analisi scientifiche.
Come obiettivo secondario della missione, Scott assegna agli uomini il compito di sperimentare le razioni di cibo che sarebbero state portate sul plateau antartico l'estate successiva.
Durante le precedenti missioni esplorative in Antartide nessun gruppo aveva mai effettuato attività di ricerca o di esplorazione nella stagione invernale a causa delle tenebre costanti, delle frequenti tempeste e delle temperature che possono arrivare a -55 °C. Il gruppo si trova ad affrontare forti privazioni, Cherry-Garrard descrive i 19 giorni della missione come un orrore dove attrezzi, vestiti e sacchi a pelo erano costantemente congelati.
Giunti a capo Crozier gli uomini costruiscono un iglù con blocchi di neve, sassi e pezzi di legno come soffitto. Sono arrivati in tempo per essere i primi uomini a vedere i pinguini imperatore con le loro uova, di cui raccolgono diversi esemplari. Nonostante le cure, tutti gli embrioni muoiono durante una tempesta di neve forza 11 sulla scala Beaufort che distrugge l'accampamento. Gli uomini sono costretti a dormire per tre giorni nei soli sacchi a pelo, mentre la tempesta infuria intorno a loro. Il gruppo riesce a far ritorno a capo Evans il 1º agosto 1911. Da notare che Wilson si è rifiutato di abbandonare i campioni raccolti, nonostante tutte le avversità. Le tre uova, dopo essere state conservate per qualche tempo nel museo di storia naturale di South Kensington saranno trasferite presso l'università di Edimburgo per essere studiate dal dottor Cossar Stewart.
Cherry-Garrard descriverà successivamente la sua esperienza come The Worst Journey in the World (la peggior spedizione del mondo), e utilizzerà tale espressione come titolo per un libro del 1922 in cui descriverà l'intera spedizione Terra Nova. Scott parla invece della missione come di una performance veramente fantastica e rimane particolarmente soddisfatto dei materiali e delle razioni sperimentate.

Il percorso effettuato per raggiungere il Polo Sud, con la posizione dei depositi ed i fatti salienti della missione. Scott venne trovato congelato con Wilson e Bowers in una tenda nei pressi di One Ton Depot.
Il luogo è marcato come "Tent" sulla mappa.

### Il viaggio per il Polo Sud

#### La Barriera di Ross
La spedizione al Polo Sud, che aveva il compito di coprire i 2 842 chilometri che separano Hut Point dal Polo, venne strutturata da Robert Falcon Scott in quattro team di cui solo uno avrebbe raggiunto l'obiettivo mentre gli altri tre sarebbero serviti da supporto. È dunque possibile distinguere tra gruppo principale (con destinazione Polo Sud) e ultimo e penultimo gruppo di supporto nonché due mute di cani da slitta guidate rispettivamente da Meares e Demetri Gerof. La durata prevista per la spedizione è di 144 giorni.
Venne inoltre approntato un "gruppo motorizzato" (Motor Party) composto da Day, Lashly, Edward Evans e Hooper, che il 24 ottobre 1911 iniziò il trasporto di materiali mediante due motoslitte. Secondo i piani di Scott sarebbero dovuti arrivare a 80° 30' sud ed aspettare l'arrivo degli altri equipaggi per rifornirli. Ma il 1º novembre entrambe le motoslitte si ruppero a circa 80 chilometri dall'obiettivo e gli uomini furono costretti a trasportare oltre 300 chilogrammi di materiali a forza di braccia, raggiungendo la località stabilita per l'incontro soltanto il 15 novembre. Gli altri gruppi, partiti dal campo base il 31 ottobre, arrivano al punto d'incontro il 21 novembre a causa delle avverse condizioni meteorologiche e della scarsa resa dei pony.
Il 24 novembre Scott ordina a Day e Hooper di far ritorno a capo Evans. In base al piano originale dovevano portar con loro i cani, ma Scott preferì continuare ad utilizzare gli animali ed informò della sua decisione Simpson con un messaggio.
Il 4 dicembre 1911 la spedizione è accampata a meno di 20 chilometri dall'inizio del ghiacciaio Beardmore che rappresenta un'apertura tra Mount Hope e l'entroterra. Una tempesta di neve colpisce la zona ed impedisce agli uomini di spostarsi sino al 9 dicembre, costringendoli anche a consumare razioni che erano state preventivate per l'attraversamento del ghiacciaio.
Al termine della tempesta, i pony rimasti vengono uccisi e la carne ricavata viene stivata per il ritorno oppure caricata sulle slitte. Gli uomini vengono divisi in tre gruppi da quattro componenti ciascuno. Il gruppo principale è composto da Scott, Wilson, Oates, e Edgar Evans. L'ultimo gruppo di supporto è formato invece da Edward Evans, Edward L. Atkinson, Charles S. Wright e Lashly mentre Bowers, Cherry-Garrard, Crean e Keohane completano il secondo gruppo di supporto.
Credendo che il ghiacciaio non sia adatto ai cani a causa dei numerosi crepacci, Scott ordina a Meares e Gerof di far marcia indietro e di effettuare una missione di rifornimento per i depositi lasciati lungo la barriera di Ross. Il gruppo dei cani da slitta torna dunque indietro l'11 dicembre 1911 raggiungendo capo Evans il 4 gennaio 1912.

#### Il ghiacciaio Beardmore
Gli uomini rimasti raggiungono la sommità del Beardmore il 20 dicembre 1911 e costruiscono un deposito (Upper Glacier Depot). A questo punto Scott cambia idea sulla composizione dei tre gruppi. Atkinson (medico), Cherry-Garrard (zoologo), Wright (fisico) e Keohane saranno i primi a tornare indietro il 22 dicembre a 85° 15'. Scott continua verso sud con i restanti uomini che, tranne Wilson, sono tutti militari e compagni di avventura di Scott dalla spedizione Discovery.
Il penultimo gruppo di supporto arriva ad Hut Point il 26 gennaio 1912 e scopre che il gruppo dei cani da slitta non è stato in grado di rifornire i depositi. Vista l'importanza del rifornimento per il gruppo del Polo Sud (si suppone che l'ultimo gruppo di supporto ritirerà parecchie provviste dai depositi nel suo viaggio di ritorno), Cherry-Garrard e Gerof organizzano rapidamente una spedizione chiamata One Ton Deposit Resupply.
L'ultimo gruppo di supporto, composto da Edward Evans, Crean e Lashly torna indietro il 4 gennaio 1912 ad una latitudine di 87° 32' sud, approssimativamente a metà strada tra la fine del ghiacciaio Beardmore ed il Polo Sud. Edgar Evans, inizialmente assegnato a questo gruppo, viene cooptato da Scott all'ultimo momento nel gruppo del Polo e ne condividerà il tragico destino. Durante il viaggio di ritorno Edward Evans si ammala gravemente di scorbuto e diviene infermo. Da One Ton Depot è trascinato sino a 55 chilometri da Hut Point dai compagni Crean e Lashly. Il 18 febbraio Crean si incammina da solo ed in 18 ore di marcia raggiunge Hut Point dove organizza un gruppo di soccorso che riesce a portare Evans ad Hut Point il 22 febbraio. Per i soli sforzi nel salvare la vita di Evans, Lashly e Crean vengono insigniti della Albert Medal. Evans, Lashly e Crean portano anche la notizia di un certo anticipo del gruppo di Scott rispetto alla tabella di marcia che darà a Cherry-Garrard un nuovo impulso all'organizzazione della spedizione di rifornimento dei depositi.

#### Il Polo
Diretti al Polo Sud rimangono quindi Scott, Bowers, Oates, Wilson e Edgar Evans. Aiutati da buone condizioni meteorologiche, superano il Furthest South raggiunto da Shackleton (a 88°23'S) il 9 gennaio. Sette giorni dopo, a circa 25 chilometri dal Polo, scorgono la bandiera lasciata da Amundsen e capiscono di essere stati preceduti. Raggiungono l'obiettivo il giorno dopo, 17 gennaio 1912. Scoprono che Amundsen li ha battuti di circa un mese arrivando il 14 dicembre 1911. Amundsen ha lasciato una tenda, alcune provviste ed una lettera che gentilmente chiede a Scott di consegnare a re Haakon di Norvegia.

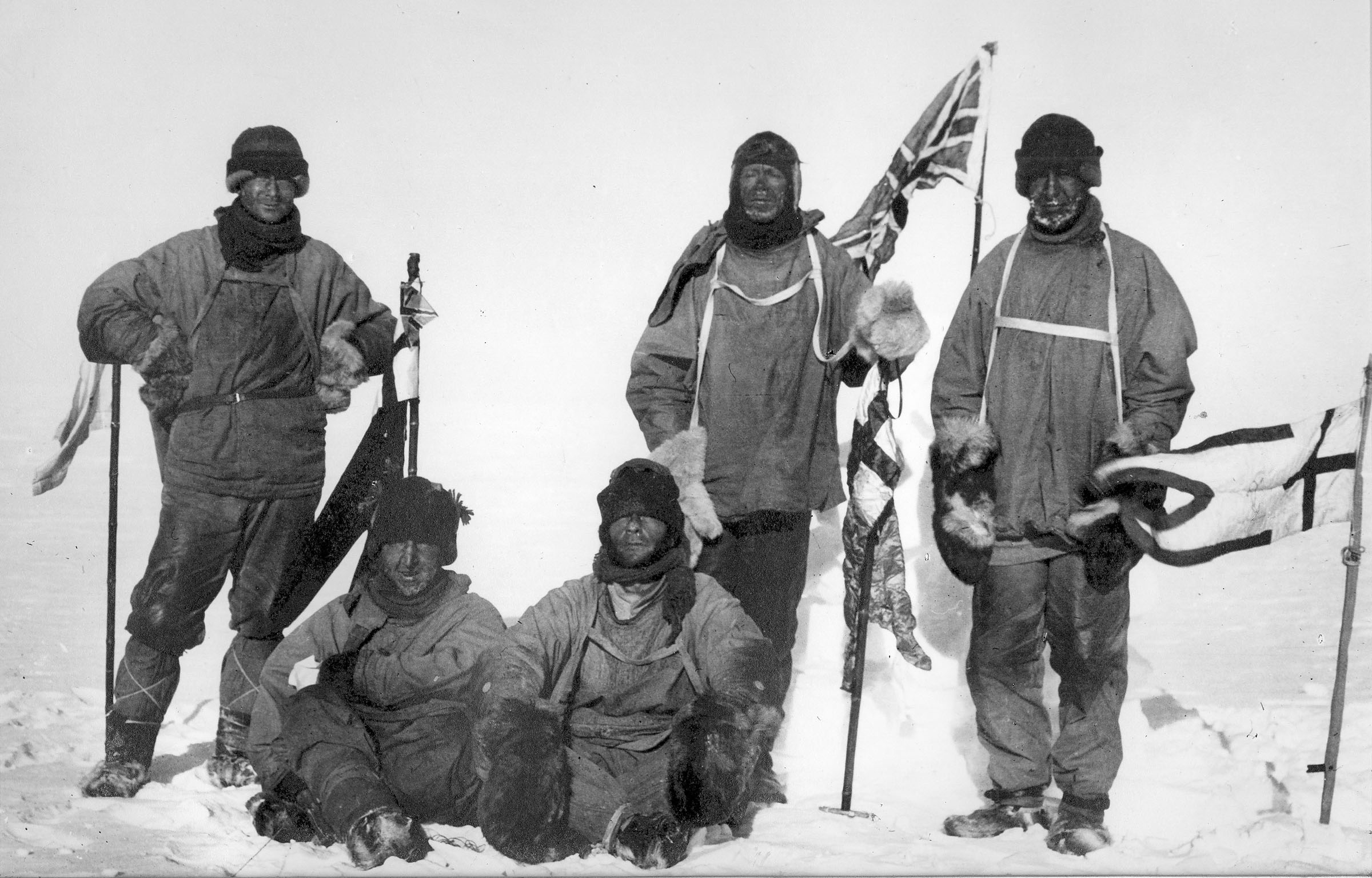
Il gruppo di Scott al Polo Sud. Da sinistra a destra: Oates, Bowers, Evans, Scott ed Wilson.

Dopo aver confermato la posizione e lasciato la bandiera del Regno Unito, il giorno seguente il gruppo di Scott prende la via del ritorno. Per tre settimane riescono a compiere progressi ragionevoli, con una media di oltre 20 chilometri al giorno. Ma la stagione estiva è al termine e le temperature iniziano a calare. Comincia dunque ad essere problematico il raggiungimento dei depositi per rifornirsi di cibo ed olio per riscaldarsi. Appena la temperatura scende al di sotto dei -30 gradi Celsius la neve diventa ruvida perdendo la sua capacità di far scivolare senza fatica i pattini delle slitte e gli sci ed aumentando considerevolmente la fatica per ogni spostamento. Il ritardo rispetto alla spedizione di Amundsen ha ridotto drasticamente i margini di errore del gruppo di Scott.
Il 7 febbraio 1912 Scott ed i suoi uomini raggiungono il deposito sito alla sommità del ghiacciaio Beardmore ed iniziano la discesa verso la barriera di Ross. Nonostante le avversità, Scott ordina mezza giornata geologica e 14 chilogrammi di campioni sono aggiunti alle slitte. Evans inizia ad accusare sintomi di congelamento, e la sua salute precipita rapidamente. Morirà poco dopo la fine del Beardmore, dopo essere caduto numerose volte nei crepacci del ghiacciaio.
È però lungo la Barriera che gli uomini affrontano le condizioni meteorologiche peggiori. Il gruppo inizia a soffrire di disidratazione e di denutrizione cronica che rendono difficile anche la cicatrizzazione delle ferite; iniziano a manifestarsi i primi sintomi di scorbuto. A causa della diminuzione della capacità di spostamento diventa difficile gestire le razioni tra i depositi. La distanza media tra un rifugio e l'altro è di circa 100 chilometri ed a causa delle tempeste gli uomini non riescono a percorrerne più di 15 al giorno. Le condizioni di Oates, già sofferente per una vecchia ferita di guerra e con un principio di congelamento riducono ulteriormente la mobilità giornaliera a non più di 5 chilometri. Intorno al 17 marzo 1912 (Scott aveva perso il conto dei giorni), Oates apparentemente lucido si allontana volontariamente dalla tenda con le parole:

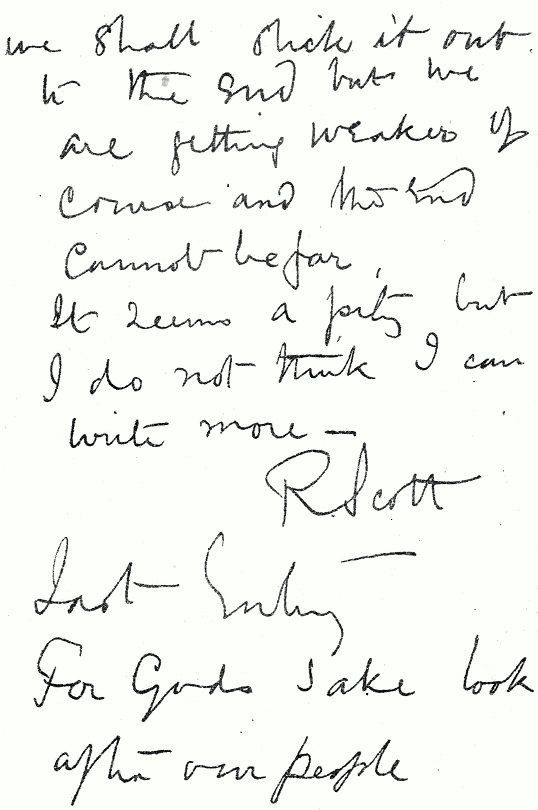
L'ultima pagina del diario di Scott. 29 marzo 1912.

Il suo intenzionale sacrificio non sarà sufficiente a salvare i compagni che si troveranno ad affrontare ogni nuovo giorno con provviste sempre più limitate riuscendo a compiere un tragitto ogni volta minore. Il 10 marzo Scott calcola di avere provviste per soli altri 7 giorni, ma il gruppo si trova a 9 giorni di marcia dal deposito più vicino, One Ton Depot, a circa 220 chilometri a sud di capo Evans. Il 20 marzo a poco più di 15 chilometri dal deposito si scatena nella zona una forte tempesta di neve che confina la spedizione nella tenda. Moriranno 8 o 9 giorni dopo. L'ultima pagina del diario di Scott è datata 29 marzo 1912 e termina con le parole:

## Tentativi di salvataggio del gruppo del Polo Sud

### Rifornimento diOne Ton Depot
Immediatamente dopo aver lasciato la barriera di Ross, Scott aveva ordinato a Meares di rifornire One Ton Depot con "cinque razioni XS, o a tutti i costi tre... e tanto cibo per cani quanto se ne riesce a portare entro il 10 gennaio 1912". Quando Atkinson raggiunge capo Evans il 28 gennaio ed apprende che le tre razioni minime erano state depositate ma non il cibo per cani, decide di occuparsi del rifornimento delle due razioni supplementari, senza prendere apparentemente alcun provvedimento per gli animali. L'emergenza di salvare Evans lungo la Barriera fa cambiare idea ad Atkinson che lascia a Cherry-Garrard il compito di rifornire One Ton Depot.

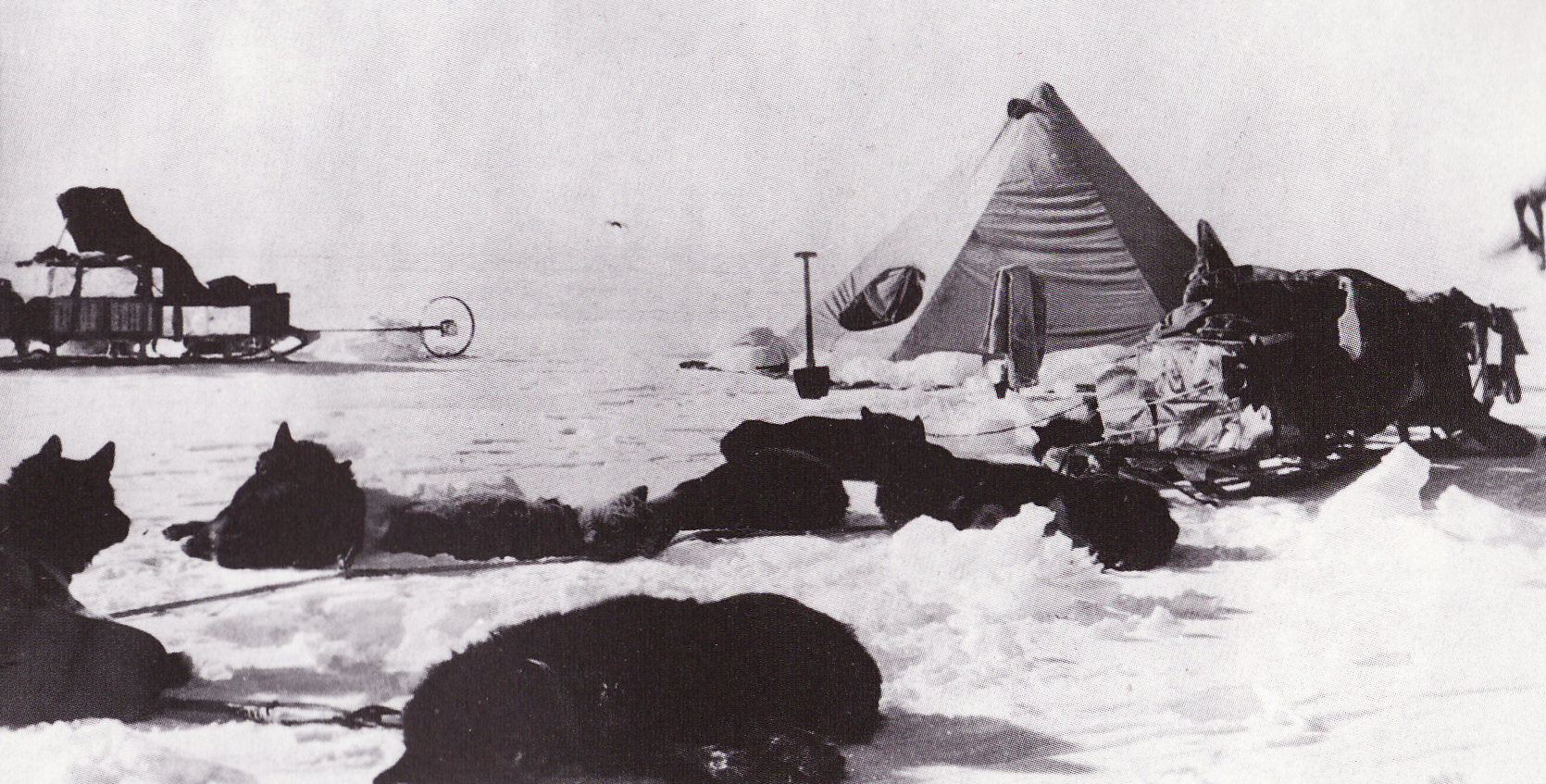
Un campo provvisorio in Antartide.

Il 25 febbraio Cherry-Garrard e Dimitri Gerof lasciano Hut Point con i cani da slitta e raggiungono One Ton Depot il 1º marzo 1912 con un carico di cibo ed olio per riscaldarsi. Le intenzioni di Cherry-Garrard erano di rifornire il deposito ed eventualmente di accompagnare il gruppo del Polo se esso fosse già arrivato a One Ton Depot, ma assolutamente di non avanzare oltre dato che era troppo rischioso proseguire con i cani. Secondo i piani originari Scott sarebbe dovuto arrivare a One Ton Depot verso fine marzo, ma i rapporti dell'ultimo gruppo di supporto lasciavano sperare in un arrivo nei primi giorni del mese. Cherry-Garrard aspetta 10 giorni, ma poi si vede costretto a tornare indietro, preoccupato per la scarsità di cibo per cani e le condizioni fisiche di Gerof. Inoltre in assenza di cibo per cani non era possibile dirigersi verso sud per cercare di incontrare Scott senza sacrificare gli animali. In quei giorni Scott era oltre 110 chilometri più a sud, a circa nove giorni di distanza da One Ton Depot e con provviste per una sola settimana. Cherry-Garrard e Gerof fanno ritorno ad Hut Point il 16 marzo. Atkinson scrive successivamente "sono soddisfatto che nessun ufficiale della spedizione avrebbe potuto fare meglio", ma Cherry-Garrard si domanderà per il resto della vita se non avrebbe potuto fare di più per salvare il gruppo del Polo Sud.

### Ultima possibilità
Dopo il ritorno di Cherry-Garrard da One Ton Depot senza notizie di Scott l'ansia inizia a crescere. Atkinson decide di fare un'ulteriore spedizione ed il 26 marzo lascia Hut Point con Keohane trascinando una slitta contenente 18 giorni di provviste. In una forte tempesta di neve e con temperature di −40 °C riescono a raggiungere Corner Camp il 30 marzo da dove, secondo Atkinson, non è possibile proseguire oltre ed insieme a Keohane decidono di far ritorno alla base. Atkinson scrive "nella mia mente, ero moralmente certo che il gruppo [del polo] era morto".

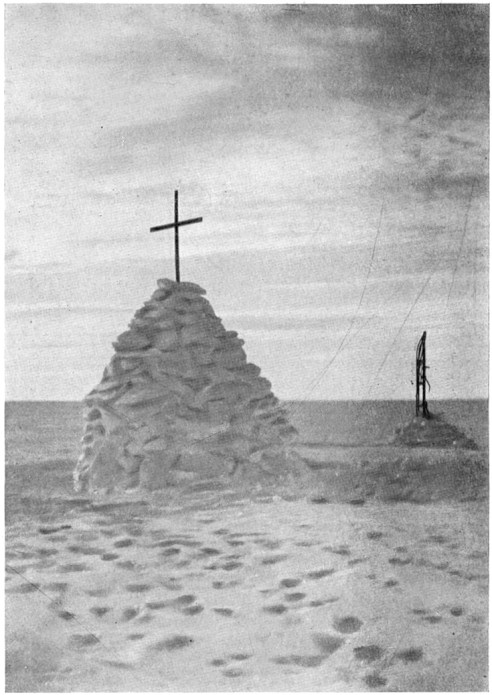
La tomba di Scott, Wilson e Bowers.

### Il gruppo di ricerca
Nel febbraio 1912 la Terra Nova arriva all'isola di Ross dove imbarca otto uomini e lascia due rimpiazzi, oltre a materiali e provviste. I restanti membri della spedizione trascorrono un nuovo inverno in Antartide continuando l'attività scientifica in essere e preparando una spedizione di ricerca per l'estate successiva.
Il 29 ottobre 1912 William Lashly, Tom Crean, Apsley Cherry-Garrard, Patrick Keohane, Demetri Gerof, Tryggve Gran guidati da Edward L. Atkinson lasciano Hut Point con alcuni muli con l'intenzione di stabilire, se possibile, il destino del gruppo del Polo Sud. Il 12 novembre trovano i corpi congelati di Robert Falcon Scott, Edward Adrian Wilson e Henry Robertson Bowers a meno di 15 chilometri a sud di One Ton Depot. La neve aveva quasi totalmente coperto la tenda dove avevano cercato riparo.
Dopo aver raccolto gli effetti personali, i diari, i dati meteorologici di Bowers, le pellicole fotografiche e 14 chilogrammi di campioni geologici, i corpi del gruppo del Polo Sud vengono coperti con la tenda e viene eretto un cumulo di neve. In cima sono posti gli sci di Tryggve Gran a formare una croce, mentre Gran utilizzerà gli sci di Scott per la restante parte del viaggio.
Dagli appunti del diario di Scott il gruppo di ricerca apprende della sorte di Oates. Pur consci delle scarse possibilità di ritrovarne il corpo, si dirigono al luogo della scomparsa. Dopo inutili ricerche, il 15 novembre viene eretto un cumulo in memoria.
Il gruppo di ricerca fa ritorno a capo Evans il 25 novembre 1912 ed apprende che il Northern Party di Campbell era riuscito a far ritorno alla base da solo il 7 novembre. Come ufficiale anziano, Campbell assume il comando della spedizione per le settimane conclusive e fa erigere una croce ad Observation Hill sopra Hut Point dove scrive i nomi dei cinque compagni morti in Antartide con le parole tratte dall'Ulysses di Tennyson:
(Alfred Tennyson)
La Terra Nova raggiunge l'Antartide il 18 gennaio 1913 e porta a casa l'equipaggio rimasto a Hut Point.

## Dopo la spedizione
La morte di Scott e degli altri partecipanti alla spedizione al Polo Sud raccolse tutta l'attenzione del grande pubblico tanto da mettere persino in secondo piano il primato raggiunto da Amundsen. Per molti anni l'immagine di Scott come un eroe tragico, al di là di qualche rimprovero, rimase immutata ed anche se vi furono alcuni contrasti tra i membri della spedizione, inclusi i parenti delle vittime, questi non furono resi pubblici. La leggenda crebbe nel tempo, rinnovata per un'altra generazione dal film La tragedia del capitano Scott del 1948 e dalla conquista del monte Everest del 1953. Non vi fu un cambiamento nella percezione della spedizione sino agli anni settanta, quando praticamente tutti i testimoni oculari erano morti.

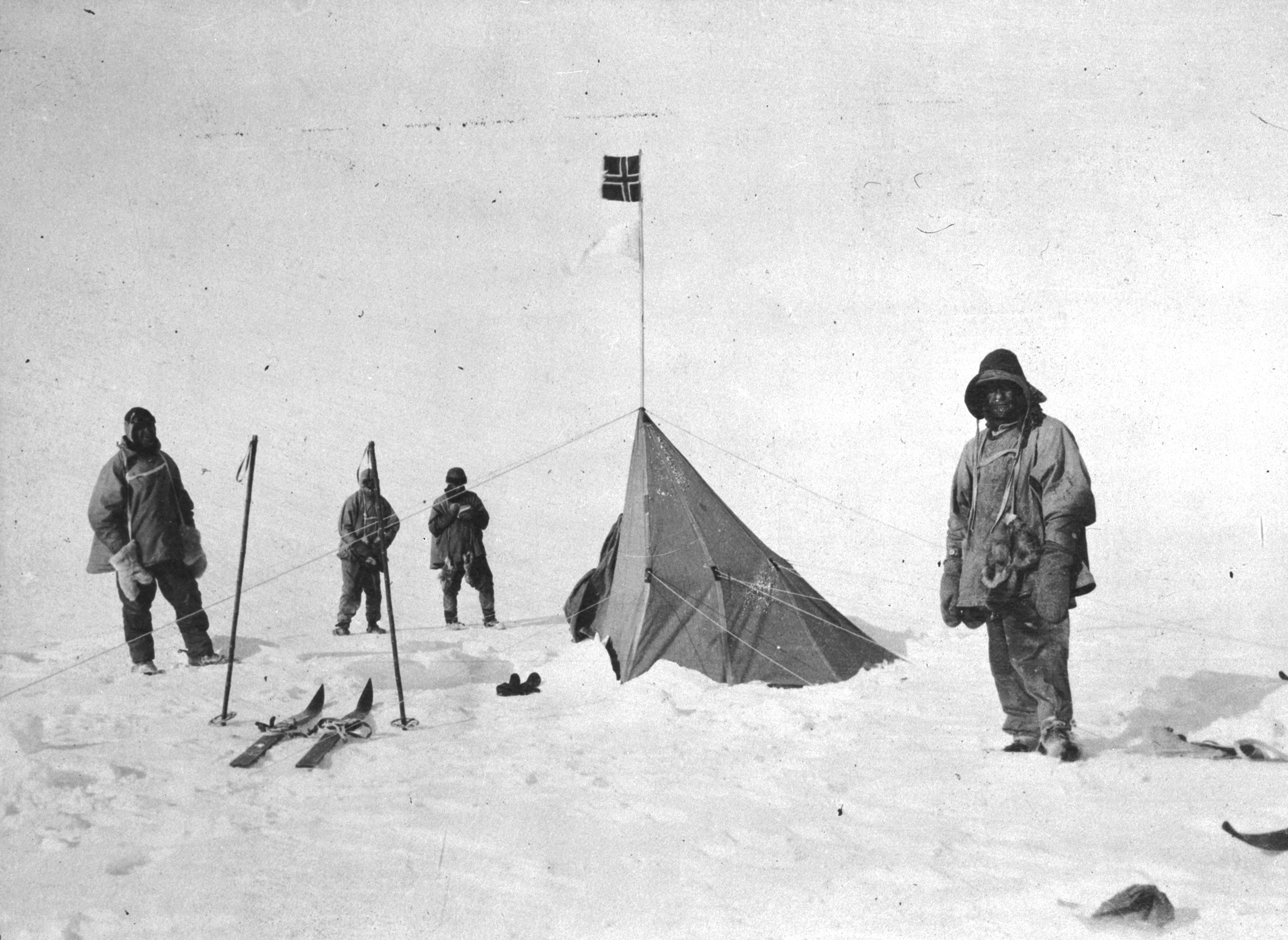
Il gruppo del Polo Sud a Polheim, la tenda lasciata al Polo da Amundsen. Da sinistra a destra Scott, Bowers, Wilson ed Evans.

Le controversie iniziarono con la pubblicazione del libro di Roland Huntford Scott and Amundsen (1979, ripubblicato e proposto in televisione nel 1985 come The Last Place On Earth), nel quale viene effettuato un violento attacco alla figura di Scott, accusato di tutto quanto andò storto e dipinto come una persona autoritaria con scarse capacità di giudizio soprattutto per quanto riguarda l'organizzazione logistica. Trascorsero diversi anni prima che Ranulph Fiennes e Susan Solomon prendessero le difese dell'esploratore britannico cercando di salvarne la reputazione.
Gli storici concordano che la tecnica utilizzata di Amundsen, unita alle sue precedenti esperienze artiche ed alla generale maggiore familiarità con il clima freddo, diedero all'esploratore norvegese un grande vantaggio nella corsa al Polo; ma questi motivi da soli non spiegano la tragedia accaduta al gruppo della Terra Nova. Nelle ultime pagine del suo diario Scott accusa del fallimento una lunga serie di "sfortune" piuttosto che una scarsa organizzazione. I suoi detrattori rigettano con forza questa auto-assoluzione. L'analisi di Diana Preston indica ad esempio una serie di fatalità logistiche unite alla sfortuna come causa del disastro.
Occorre precisare che la fame e lo scorbuto ebbero un ruolo determinante nella morte del gruppo del Polo Sud. Le razioni consumate erano basate sulle conoscenze alimentari del 1910, prima della scoperta della relazione tra vitamina C e scorbuto. Una forte enfasi era data al contenuto proteico considerato indispensabile per fornire le calorie da utilizzare negli spostamenti, ma le capacità caloriche delle razioni erano largamente sovrastimate, come venne scoperto in seguito. Una normale razione era composta da 450 grammi di biscotti, 340 grammi di pemmican, 85 grammi di zucchero, 57 grammi di burro, 20 grammi di tè e 16 grammi di cacao. Questa dieta venne integrata dalla carne derivante dall'uccisione dei pony, ma le calorie supplementari furono presenti nella dieta degli uomini solo per un breve periodo.

## Membri della spedizione

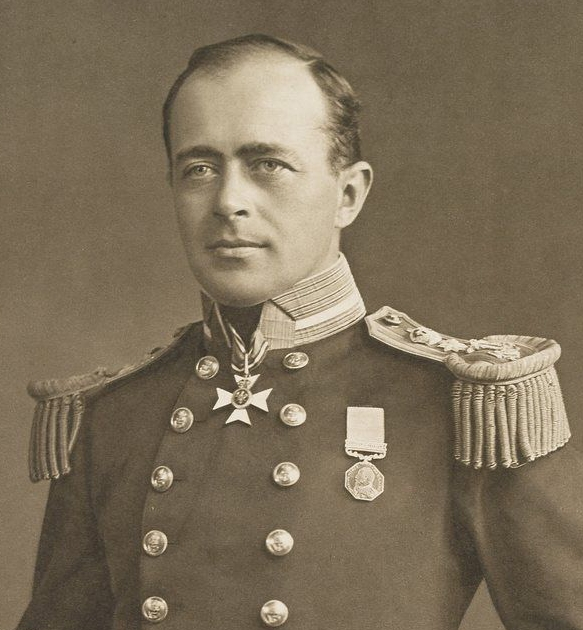
Il comandante della spedizione, Robert Falcon Scott.

I membri della spedizione sono raggruppati in base al ruolo che hanno ricoperto durante le principali operazioni effettuate durante la missione verso il Polo. Altre esplorazioni significative sono annotate vicino ad ogni nome. I gradi sono quelli ricoperti al momento della spedizione Terra Nova, eventuali successive promozioni non sono riportate. La lista include inoltre soltanto i membri della spedizione che hanno lavorato sul continente antartico. L'equipaggio della Terra Nova, che era tecnicamente parte della missione, non è riportato anche se, come nel caso del comandante della nave Harry Pennell, ha svolto un ruolo rilevante nella logistica della missione.
Viaggio al Polo Sud - Gruppo del Polo Sud. Ha raggiunto 90° sud il 17 gennaio 1912.
- Robert Falcon Scott (1868–1912), britannico. Capitano di vascello della Royal Navy. Comandante della spedizione. Spedizione Discovery 1901-1904. Morto il 29 marzo 1912.
- Edward Adrian Wilson (1872–1912), britannico. Zoologo, capo del gruppo scientifico. Spedizione Discovery 1901-1904, Capo Crozier (1911). Morto il 29 marzo 1912.
- Henry 'Birdy' Bowers (1883–1912), britannico. Tenente di vascello della Royal Navy. Capo Crozier (1911). Morto il 29 marzo 1912.
- Lawrence Oates (1880–1912), britannico. Capitano dell'Esercito britannico. Morto il 17 marzo 1912.
- Edgar Evans (1876–1912), britannico. Sottufficiale della Royal Navy. Spedizione Discovery 1901-1904. Morto il 17 febbraio 1912.

Viaggio al Polo Sud - Ultimo gruppo di supporto. Tornato indietro a 87°32′ sud il 4 gennaio 1912.
- Edward Evans (1881–1957), britannico. Tenente di vascello della Royal Navy. Secondo in comando della spedizione. Infortunato, parte con la Terra Nova nell'aprile 1912.
- William Lashly (1867–1940), britannico. Marinaio macchinista della Royal Navy. Spedizione Discovery 1901-1904. Gruppo di ricerca 1912.
- Tom Crean (1877–1938), irlandese. Sottufficiale della Royal Navy. Spedizione Discovery 1901-1904. Gruppo di ricerca 1912.

Viaggio al Polo Sud - Secondo gruppo di supporto. Tornato indietro a 85°15′ sud il 22 dicembre 1911.
- Edward L. Atkinson (1882-1929), britannico. Chirurgo della Royal Navy. Gruppo di ricerca 1912.
- Apsley Cherry-Garrard (1886–1959), britannico. Assistente zoologo. Capo Crozier (1911), Gruppo di ricerca 1912.
- Charles S. Wright (1887–1975), canadese. Fisico.
- Patrick Keohane (1879-1950), irlandese. Sottufficiale della Royal Navy. Gruppo di ricerca 1912.

Viaggio al Polo Sud - Gruppo dei cani da slitta. Tornato indietro ai piedi del ghiacciaio Beardmore l'11 dicembre 1911.
- Cecil Meares (1877-1937), irlandese. Musher. Partito con la Terra Nova nell'aprile 1912.
- Demetri Gerof. Musher. Gruppo di ricerca 1912.

Northern Party (capo Adare e capo Evans).
- Victor Lindsay Arbuthnot Campbell (1875–1956), britannico. Tenente di vascello della Royal Navy.
- George Murray Levick (1877–1956), britannico. Chirurgo della Royal Navy.
- Raymond Edward Priestley (1886-1972), britannico. Geologo.
- George P. Abbott (-1923), britannico. Sottufficiale della Royal Navy.
- Frank V. Browning (1882-1957), britannico. Sottufficiale della Royal Navy.
- Harry Dickason (1885–1943), britannico. Marinaio scelto della Royal Navy.

Gruppo del campo base di capo Evans.
- Edward Nelson (1883–1923), britannico. Biologo. Gruppo di ricerca 1912.
- Frank Debenham (1884–1965), australiano. Geologo.
- Tryggve Gran (1889-1980), norvegese. Sciatore esperto. Sottotenente di vascello della marina norvegese. Gruppo di ricerca 1912.
- F. J. Hooper (-1955), britannico. Gruppo di ricerca 1912.

Gruppo del campo base di capo Evans partito con la Terra Nova nell'aprile 1912
- George C. Simpson (1878–1965), britannico. Meteorologo.
- Thomas Griffith Taylor (1880–1963), australiano. Geologo.
- Herbert Ponting (1870–1935). britannico. Fotografo.
- Bernard C. Ingegnere meccanico.
- Robert Forde (1875–1959), irlandese. Sottufficiale della Royal Navy.
- Thomas Clissold. Cuoco della Royal Navy.
- Anton Omelchenko.

Gruppo del campo base di capo Evans arrivato con la Terra Nova nell'aprile 1912
- W. W. Archer. Cuoco della Royal Navy.
- Thomas S. Williamson. Marinaio della Royal Navy.Gruppo di ricerca 1912.

## Tappe dellaTerra Nova
- 1º giugno 1910. La nave salpa dal molo West India di Londra.
- 15 giugno 1910. La nave salpa da Cardiff (Galles).
- 23 giugno 1910. Arrivo a al porto di Funchal, Madera.
- 26 giugno 1910. La nave salpa da Funchal.
- 25 luglio 1910. Arrivo a Trinity Island, studio della biologia.
- 2 settembre 1910. La nave salpa da Simons Bay, Sudafrica.

- 28 ottobre 1910. Arrivo a Lyttelton (Nuova Zelanda). Vengono imbarcati 34 cani e 19 pony.
- 28 ottobre 1910. La nave salpa da Lyttelton.
- 3 gennaio 1911. La nave è al largo di capo Crozier sull'isola di Ross, Antartide.
- 4 gennaio 1911. La nave raggiunge capo Evans sull'isola di Ross dove vengono sbarcati uomini e materiali.
- 1º febbraio 1911. Una spedizione ad ovest avvista la Fram a baia delle balene.
- La nave fa ritorno a Hut Point dove imbarca 2 pony e riferisce dell'avvistamento di Amundsen.
- La nave arriva a capo Adare e sbarca il gruppo di Campbell.

- 4 gennaio 1912. La nave torna a capo Adare e imbarca il gruppo di Campbell.
- 8 gennaio 1912. La nave arriva a Evans Cove, 400 chilometri a sud di capo Adare e 320 chilometri a nord di capo Evans.
- 4 febbraio 1912. La nave arriva a capo Evans e scarica 7 muli indiani. Imbarca anche 9 uomini e lascia due rimpiazzi.
- 22 gennaio 1913. La nave salpa da capo Evans per l'ultima volta.

- 23 gennaio 1913. Arrivo a Granite Harbour. Raccolta di campione geologici e marini.
- 23 gennaio 1913. Arrivo ad Evans Coves.
- 29 gennaio 1913. Arrivo a capo Adare e raccolta di campioni.
- 10 febbraio 1913. Arrivo a Oamaru (Nuova Zelanda) da dove mediante telegrafo sono trasmesse le notizie della spedizione a Londra.
- 14 giugno 1913. La nave arriva a Cardiff, dove termina la missione.

### Fonti
- (EN) Scott's Last Expedition, Vols I and II, Londra, Smith Elder & Co, 1913.
- (EN) Apsley Cherry-Garrard, The Worst Journey in the World, Penguin Travel Library, 1970  [1965], ISBN 0-14-009501-2.
- (EN) David Crane, Scott of the Antarctic, Harper-Collins, 2005, ISBN 978-0-00-715068-7.
- (EN) Ranulph Fiennes, Captain Scott, Hodder & Stoughton, 2003, ISBN 0-340-82697-5.
- (EN) Roland Huntford, The Last Place On Earth, Pan edition, 1985, ISBN 0-330-28816-4.
- (EN) Diana Preston, A First Rate Tragedy, Constable, 1999, ISBN 0-09-479530-4.
- (EN) Susan Solomon, The Coldest March: Scott's Fatal Antarctic Expedition, Yale University Press, 2001, ISBN 0-300-09921-5.

### Ulteriori letture
- Apsley Cherry-Garrard, Il Peggior Viaggio del Mondo, Milano, Rizzoli, 2004  [1922], ISBN 978-88-17-00310-0.
- Wainwright, Il volo del falco. La corsa al Polo Sud e il mito di Scott, a cura di M. Tenderini, CDA & Vivalda, 2008, ISBN 978-88-7480-116-9.
- (EN) Ranulph Fiennes, Race to the Pole: Tragedy, Heroism, and Scott's Antarctic Quest, Hyperion, 2005, ISBN 1-4013-0047-2.
- (EN) G. Hattersley-Smith, The Norwegian with Scott: The Antarctic Diary of Tryggve Gran 1910-13, HMSO, 1984, ISBN 0-11-290382-7.
- (EN) Max Jones, The Last Great Quest: Captain Scott's Antarctic Sacrifice, OUP, 2003, ISBN 0-19-280483-9.
- (EN) K. Lambert, The Longest Winter: The Incredible Survival of Captain Scott's Lost Party, Smithsonian Books, 2001, ISBN 1-58834-195-X.
- (EN) S. Limb e P. Cordingley, Captain Oates, Soldier and Explorer, Batsford, 1982, ISBN 0-7134-2693-4.
- (EN) H. G. Ponting, The Great White South, Duckworth, 1921.